# Alexis Lograda
Alexis Lograda, né le 11 avril 1991 à Lons-le-Saunier (France), est un violoniste français de jazz.

## Biographie
Alexis Lograda commence le violon à l'âge de six ans à Lons-le-Saunier, sa ville natale. 
Il perfectionne ensuite sa technique instrumentale classique au Conservatoire de Dijon puis entame une carrière de violoniste de jazz à Paris et à l'international. 
Jazzman autodidacte, il s'est produit en concert et a enregistré notamment avec René Urtreger, Louis Mazetier, Géraldine Laurent, Pierre Boussaguet, Simon Goubert, Rodolphe Raffalli, Ahmet Gülbay, Nicolas Folmer, Emmanuel Bex, Magic Malik, Pierre Christophe, Agnès Desarthe.

## Discographie (non-exhaustive)

### Albums
En tant que leader ou co-leader :
- 2015 : Djangolson[8] (Hot Club Records (en), Norvège)

En tant que sideman :
- 2017 : René Urtreger - Premier Rendez-Vous[9] (Naïve Records / Believe Digital, France)
- 2019 : Ahmet Gülbay - Brubeck Time (AP, France)

## Prix et distinctions
- 2015 : Prix Jazz - Concours International de violon Stéphane Grappelli[10] Calais - Didier Lockwood
- 2015 : Prix du Public - Concours International de violon Stéphane Grappelli Calais - Didier Lockwood

## Joueur d'échecs
Alexis Lograda est un joueur d'échecs classé. Selon le classement publié mensuellement par la Fédération Internationale des Échecs, il s'établit à 2112 points Élo au 1er janvier 2021.
Ce niveau correspond à celui d'un fort amateur, dans les 700 premiers joueurs actifs au niveau national.